# مضلع (نسيج)

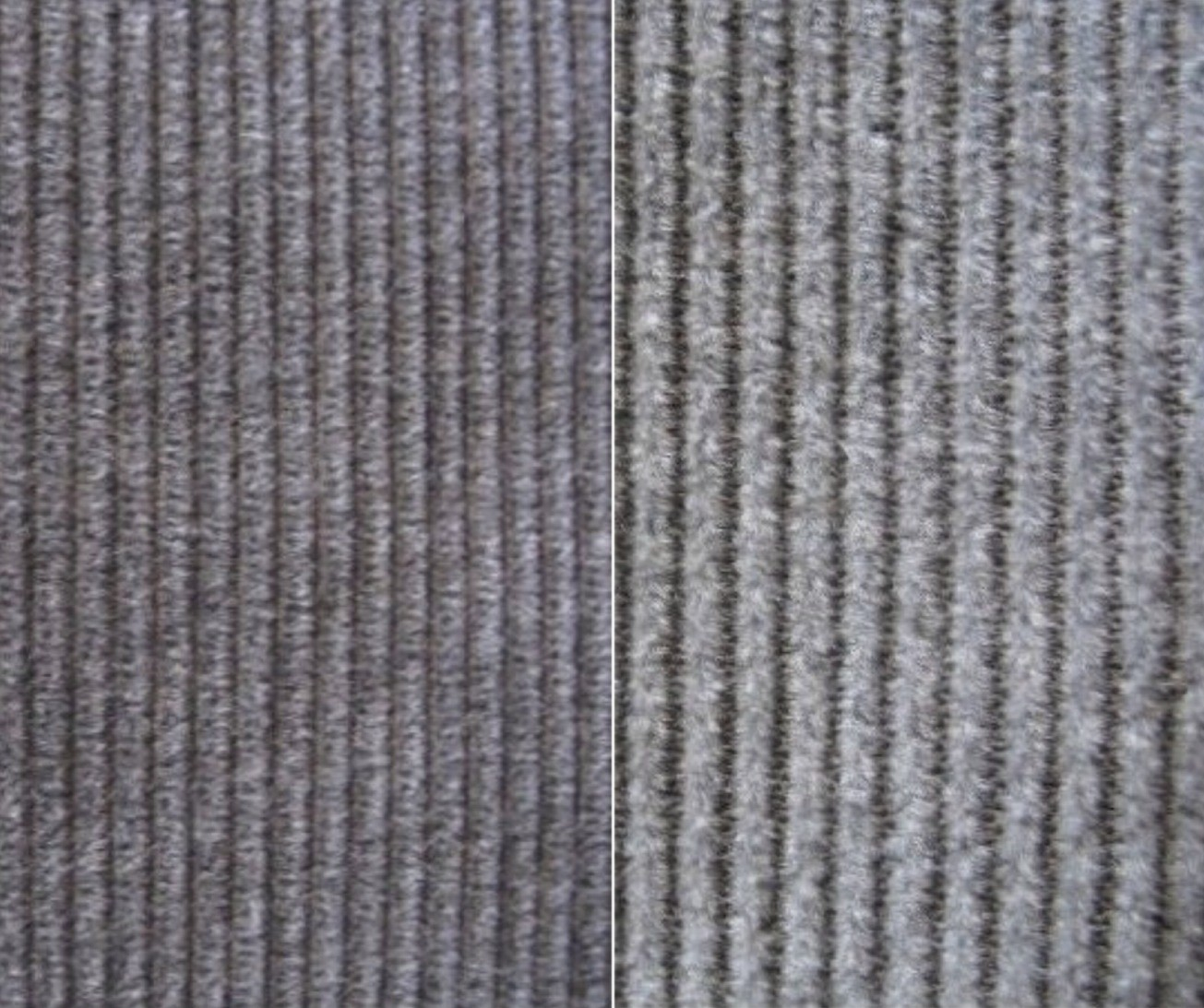
مضلع قطني صوفي

المُضَلَّع هو نسيج ذو "حبل" بارز أو نسيج شاحب. يتكون المُضلع الحديث من حبال معنقدة وفي بعض الأحيان تظهر قناة (عارية تظهر النسيج الأساس) بينهما. كل من المخمل والمضلع مستمدان من قماش فسطاطي. يبدو المضلع كما لو أنه مصنوع من حبال متعددة موضوعة بالتوازي مع بعضها البعض.